# Käthe Bosse-Griffiths
Käthe Bosse-Griffiths (16 de julio de 1910 – 4 de abril de 1998) fue una egiptóloga nacida en Alemania que después de mudarse a Gales se convirtió en escritora de lengua galesa.

## Primeros años
Käthe Bosse nació en Wittenberg, Alemania, en 1910, y aunque su madre era de ascendencia judía, fue criada como miembro de la Iglesia Luterana. Después de completar su educación secundaria en su ciudad natal en donde descubrió su pasión por la egiptología, fue aceptada en la Universidad de Munich. Allí obtuvo su doctorado en Clásicos y Egiptología en 1935 por su tesis sobre la figura humana en la escultura egipcia, publicada en 1936. Poco después, comenzó a trabajar en el Departamento de Egiptología y Arqueología de los Museos Estatales de Berlín, pero fue despedida del cargo cuando se descubrió que su madre era judía.
Los problemas continuaron propagándose por toda su familia. Su padre, Paul Bosse, fue despedido del cargo de director y médico del hospital de Wittenberg al negarse a divorciarse de su mujer por su ascendencia judía. Su padre abrió una clínica de cuidados pre y post-natal que en 1944 fue forzada al cierre. Bosse logró salir de Alemania hacia Gran Bretaña, concretamente Escocia, en donde se convirtió en asistente del biólogo y matemático Sir D'Arcy Wentworth Thompson. Posteriormente, encontró trabajo de investigación en el Museo Petrie en el University College de Londres y más tarde en el Museo Ashmolean de Oxford. En 1938, mientras estaba en Oxford, como miembro principal del Somerville College, conoció a su compañero egiptólogo J. Gwyn Griffiths. Griffiths, un erudito en clásicos y galés criado en Rhondda, era en ese momento un estudiante de investigación en Oxford. En 1939 se casaron y regresaron a Rhondda, estableciéndose en el pueblo de Pentre. Bosse incorporó el apellido de su esposo a su nombre ahora llamándose Kate Bosse-Griffiths. 
Durante la Segunda Guerra Mundial, Bosse-Griffiths y su esposo establecieron el Cadwgan Circle desde su casa en Pentre, un grupo literario e intelectual de vanguardia cuyos miembros incluían a Pennar Davies y Rhydwen Williams. Entre estos hablantes galeses literarios, Bosse-Griffiths encontró su pasión por el idioma galés.
Durante los mismos años en Alemania, la madre de Bosse-Griffiths murió en Ravensbrück, un campo de concentración exclusivo de mujeres. Sus hermanos Günther y Fritz fueron encarcelados y luego sirvieron en el campo de Zöschen. No se cumplió la orden de matarlos al final de la guerra. Su hermana Dorothee fue encarcelada durante seis semanas pero finalmente fue puesta en libertad. En cuanto a la persecución y exilio causado a su familia por los nazis, se narra en el libro A Heaven from Hitler escrito por su hijo: Heini Gruffudd.

## Carrera académica y literaria
Cuando su esposo se convirtió en profesor de la Universidad de Swansea, la pareja se mudó a Uplands y luego a Sketty en Swansea. Bosse-Griffiths se convirtió en miembro del Museo Swansea, donde fue la encargada de arqueología, un papel que asumiría durante 25 años. Ayudó a llevar la colección egipcia de Sir Henry Wellcome, en el momento en que estaba almacenada, al Departamento de Clásicos en Swansea, y pasaría los siguientes veinte años investigando esta colección de 5,000 piezas. Esta colección de Wellcome ahora se encuentra en el Centro de Egipto de la Universidad de Swansea. 
Bosse-Griffiths también fue una significativa autora. Escribió sobre los movimientos pacifistas alemanes en Mudiadau Heddwch yn yr Almaen (1942) en idioma galés, mientras que los trabajos académicos incluyen su colección de 1955 Amarna Studies and Other Collected Papers.
Bosse-Griffiths publicó decenas de artículos sobre asuntos arqueológicos. Su producción literaria de cuentos y novelas incluye Anesmwyth Hoen (1941), Fy Chwaer Efa a Storïau Eraill (1944), Mae'r Galon wrth y Llyw (1957; reimpreso con una nueva introducción Archivado el 27 de octubre de 2021 en Wayback Machine. en 2016 por Honno Welsh Women's Classics), y Cariadau (1995) y dos libros de viajes, Trem ar Rwsia a Berlin (1962) y Tywysennau o'r Aifft (1970). 

## Fallecimiento
Kate Bosse-Griffiths murió en Swansea el 4 de abril de 1998 y está enterrada en el cementerio de Morriston. La mayoría de sus manuscritos y sus diarios permanecen en la familia, pero algunos manuscritos relacionados con su trabajo para la radio galesa se conservan en la Biblioteca Nacional de Gales.